# Luana Walters
Pour les articles homonymes, voir Walters.
Luana Walters est une actrice américaine, née le 22 juillet 1912 à Los Angeles où elle est morte le 19 mai 1963. Elle est considérée comme l’une des héroïnes de films de série B les plus sexy de son époque[réf. souhaitée].

## Biographie
Dans les films des années 1940 et 1950, Luana Walters a joué aux côtés d'un très grand nombre de cowboys chantants, certainement plus que toutes les autres actrices américaines. Elle apparait dans de plus de 70 films sur une période de près de 25 ans, partageant l’écran avec des vedettes comme Edward G. Robinson, Jean Harlow, Harold Lloyd, Charles Boyer ou Loretta Young. Elle a été particulièrement remarquée dans Le Voleur de cadavres (The Corpse Vanishes) de Wallace Fox (1942), avec Béla Lugosi, et pour le rôle de Lara, la mère de Superman dans Superman (The Adventures of Superman) en 1948.

## Filmographie partielle
- 1930 : Pour décrocher la lune (Reaching for the Moon) d'Edmund Goulding
- 1932 : Miss Pinkerton de Lloyd Bacon : infirmière
- 1932 : Deux Secondes (Two Seconds) de Mervyn LeRoy
- 1938 : Les Flibustiers (The Buccaneer) de Cecil B. DeMille
- 1938 : Casbah (Algiers) de John Cromwell
- 1938 : Paris Honeymoon de Frank Tuttle
- 1939 : Le Roi de Chinatown (King of Chinatown) de Nick Grinde
- 1939 : Le Diable de Mexico (Mexicali Rose) de George Sherman
- 1940 : Misbehaving Husbands de William Beaudine
- 1940 : The Tulsa Kid de George Sherman
- 1942 : Le Voleur de cadavres (The Corpse Vanishes) de Wallace Fox
- 1942 : Deux Nigauds cow-boys (Ride 'Em Cowboy) d'Arthur Lubin
- 1948 : Superman (The Adventures of Superman) de Spencer Gordon Bennet et Thomas Carr
- 1956 : The She-Creature d'Edward L. Cahn